# Franciszek Bończak
Franciszek Bończak (ang. Francis Bonczak, ur. 1 grudnia 1881 w Pogórzu, zm. 21 września 1967 w Elk Grove Village) – amerykański duchowny starokatolicki polskiego pochodzenia, misjonarz, publicysta, pierwszy biskup misyjny Polskiego Narodowego Kościoła Katolickiego w Polsce.

## Życiorys
Pochodził ze Śląska Cieszyńskiego. Urodził się w Pogórzu. Tam ukończył szkołę powszechną. Następnie był uczniem gimnazjum w Cieszynie. W szkole średniej pomagał Stanisławowi Stojałowskiemu redagować pismo „Pszczółka”. W 1900 roku po egzaminie maturalnym rozpoczął studia medyczne na Uniwersytecie Wiedeńskim. Po roku nauki został powołany do odbycia kursu oficerskiego i służby w Armii Austro-Węgier. Po otrzymaniu stopnia porucznika artylerii, zdecydował się porzucić studia i wyjechać do Stanów Zjednoczonych Ameryki.
W 1902 roku przybył do Chicago, gdzie postanowił zostać dziennikarzem. Ostatecznie jednak plan ten porzucił. Wstąpił do seminarium starokatolickiego przy polskiej parafii narodowej Wszystkich Świętych, a następnie w szeregi duchowieństwa Kościoła Polskokatolickiego. 30 grudnia 1903 roku przyjął święcenia kapłańskie z rąk biskupa starokatolickiego Antoniego Kozłowskiego. W około rok po otrzymaniu prezbiteriatu przyłączył się do Polskiego Kościoła Reformowanego założonego przez księdza Franciszka Hodura. W 1904 roku wziął udział w I Synodzie PNKK w Scranton, na którym została podjęta próba zjednoczenia polskich Kościołów narodowych w USA.
Początkowo pracował jako duszpasterz w Passaic. Następnie był sekretarzem biskupa PNKK. W 1910 roku został mianowany wikariuszem generalnym PNKK dla stanów Pensylwania i Maryland. W 1914 roku został skierowany do pracy w Milwaukee. Zorganizował tam parafię narodową Imienia Jezus. Uczestniczył również w tworzeniu parafii narodowej św. Piotra i Pawła w Milwaukee. Z powodzeniem prowadził działania na rzecz pobudzenia życia kulturalnego i oświatowego wśród Polonii w stanie Wisconsin. III Synod PNKK w Chicago nominował go na biskupa pomocniczego.
W 1922 roku Franciszek Bończak został skierowany przez władze PNKK na misję do odrodzonej Polski. Przybył do Krakowa, gdzie otrzymał zadanie administrowania powołanej tam placówki. Dla propagowania ideologii Polskiego Kościoła Narodowego założył w 1923 roku organ prasowy Polska Odrodzona. Zorganizował także seminarium duchowne i kurię w Krakowie.
W lipcu 1924 roku przybył do Stanów Zjednoczonych Ameryki, aby uczestniczyć w II Nadzwyczajnym Synodzie PNKK w Scranton. Na zgromadzeniu tym został wybrany biskupem PNKK dla diecezji misyjnej - Polski. 17 sierpnia 1924 roku przyjął sakrę biskupią z rąk Franciszka Hodura. Ponownie powrócił do Rzeczypospolitej Polskiej i podjął starania o prawną rejestrację nowej diecezji PNKK.
W 1927 roku Franciszek Bończak wyjechał nagle do Stanów Zjednoczonych Ameryki rzekomo w celu załatwienia spraw kościelnych. Faktycznie jednak porzucił misję. Spowodowane to było ciężkimi warunkami pracy w Polsce, a także względami osobistymi. Kościół mimo starań nie otrzymał uznania prawnego. Franciszek Bończak był atakowany przez środowiska katolickie. Wewnątrz struktur diecezji rosła wobec niego opozycja. Księża zarzucali mu rażące braki w wykształceniu teologicznym i przygotowaniu do kapłaństwa. Większym problemem był dla niego jednak osobisty konflikt z radą krakowskiej parafii narodowej oraz brak pełnego porozumienia w wielu kwestiach administracyjnych z Pierwszym Biskupem PNKK, Franciszkiem Hodurem.
Po przyjeździe do USA objął probostwo w parafii Zbawiciela w Detroit. W 1928 roku I Synod Kościoła  Narodowego w Polsce odwołał go z funkcji biskupa misyjnego PNKK. W 1929 roku Franciszek Bończak powrócił do pracy na parafii Imienia Jezus w Milwaukee. W 1931 roku asystował w uroczystościach konsekracji katedry diecezji zachodniej PNKK w Chicago.
Po II wojnie światowej zaangażował się w dialog ekumeniczny PNKK i Kościoła Episkopalnego Stanów Zjednoczonych Ameryki. 10 stycznia 1952 roku wspólnie z Leonem Grochowskim uczestniczył w konsekracji biskupa episkopalnego Donalda Hallocka. W 1953 roku przeszedł na emeryturę i przekazał kierowanie parafią w Milwaukee nowemu proboszczowi Walterowi Słowakiewiczowi. Zamieszkał w Mount Prospect.
W 1958 roku jako biskup-emeryt bez autoryzacji Pierwszego Biskupa PNKK udzielił w Cleveland konsekracji Bernardowi Goławskiemu, wybranemu kandydatem na biskupa przez X Synod PNKK w Chicago. W 1964 roku wziął udział w uroczystościach jubileuszu parafii narodowej Imienia Jezus w Milwaukee.
Zmarł w 1967 roku w szpitalu aleksjanów w Elk Grove Village. Pochowany został na cmentarzu Chapel Hill Cemetery w Greenfield w stanie Wisconsin.

## Stypendia biskupa Franciszka Bończaka
Od 1970 roku Narodowe Zjednoczenie Chórów PNKK przyznaje uzdolnionym muzycznie dzieciom i młodzieży dwa rodzaje stypendiów imienia Franciszka Bończaka:
- The Bishop Francis Bonczak Awards
- The Bishop Bonczak Youth Awards.